# Hillested
Hillested er en landsby på Lolland med 230 indbyggere  (2024). Hillested er beliggende i Hillested Sogn ved Sydmotorvejen, fire kilometer sydvest for Maribo og seks kilometer nord for Holeby. Landsbyen tilhører Lolland Kommune og er beliggende i Region Sjælland.
Hillested Kirke ligger i landsbyen.